# Ina Boudier-Bakkerbrug
De Ina Boudier-Bakkerbrug (brug 609) is een vaste brug in de wijk Slotermeer in Amsterdam.
De brug is gelegen in de Burgemeester Fockstraat en overspant de Burgemeester van Tienhovengracht. De brug is aangelegd ter ontsluiting van Slotermeer-Noord. De brug heeft haar landhoofden in het Gerbrandypark en de zuidkade van genoemde gracht. De brug dateert uit 1953/1954 toen Piet Kramer de huisarchitect was van de Publieke Werken van Amsterdam. Zijn ontwerp stamt echter uit 1949, maar werd later uitgevoerd. De brug heeft een aantal kenmerken van Kramer, zoals de Amsterdamse Schoolstijl, variatie in het baksteenpatroon (zowel horizontaal als verticaal), wisseling natuursteen en baksteen en een balkon met uitzicht op het water. Ook de sierlijke smeedijzeren balustraden verraden Kramers hand. Bijzonder aan de brug zijn de twee bakstenen/granieten kolommen. Daarop zijn ornamenten aangebracht die eenzelfde vorm hebben als de "bananen" op de pergola’s van de Brug 604. Het jaar van bouw is aangegeven in natuursteen. Het is van de zes bruggen die Kramer voor de westelijke stadsuitbreiding ontwierp., nog geen vijftig meter noordelijk van brug 609, ligt de Jacoba van Tongerenbrug (602), ook door hem ontworpen.
De brug ging vanaf haar oplevering naamloos door het leven als brug 609. De gemeente Amsterdam vroeg in 2016 aan de Amsterdamse bevolking om mogelijke namen voor dergelijke bruggen. Een voorstel deze brug te vernoemen naar schrijfster Ina Boudier-Bakker werd in november 2017 goedgekeurd en opgenomen in de Basisregistraties Adressen en Gebouwen.

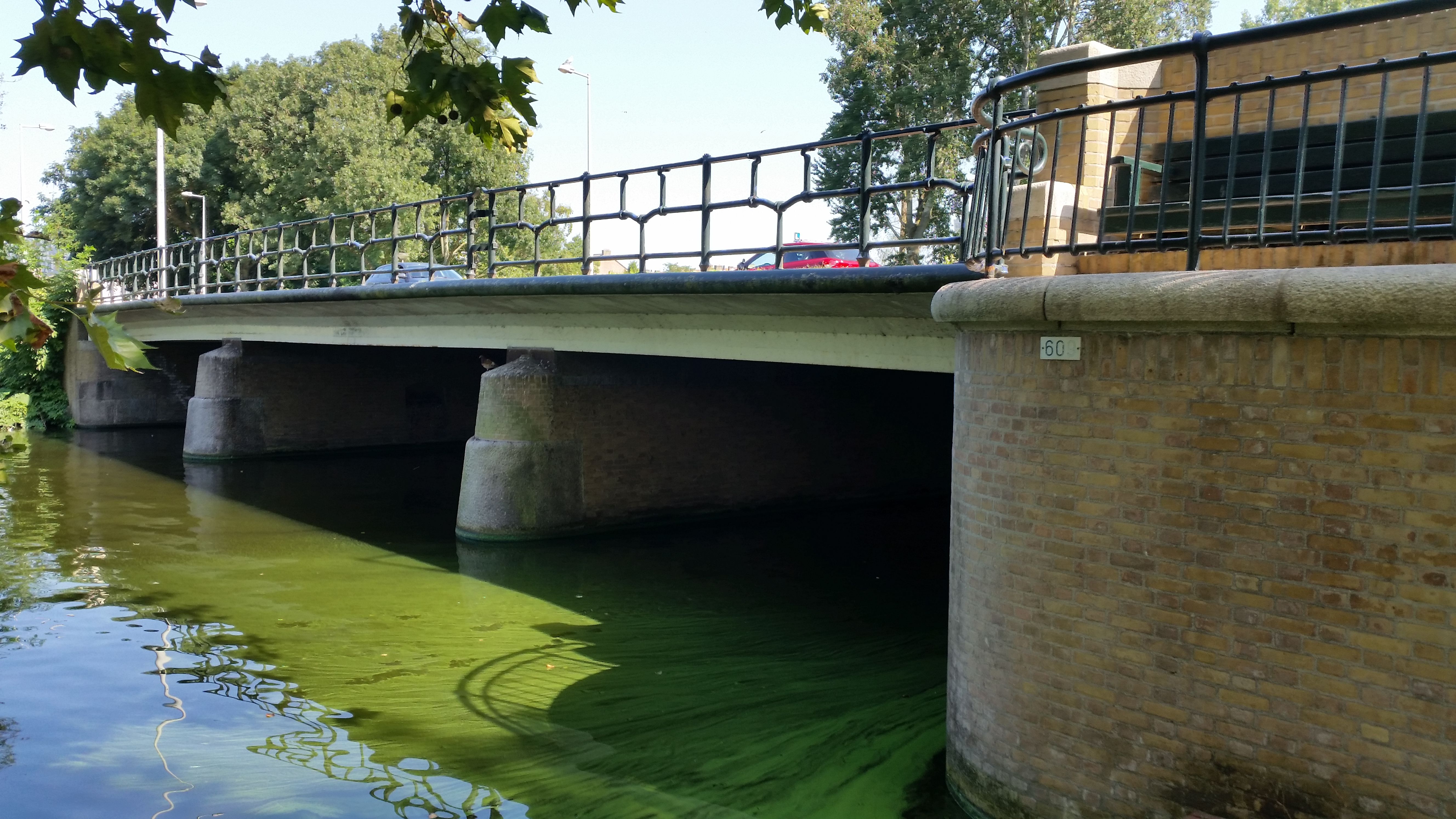
Zijaanzicht (september 2018)
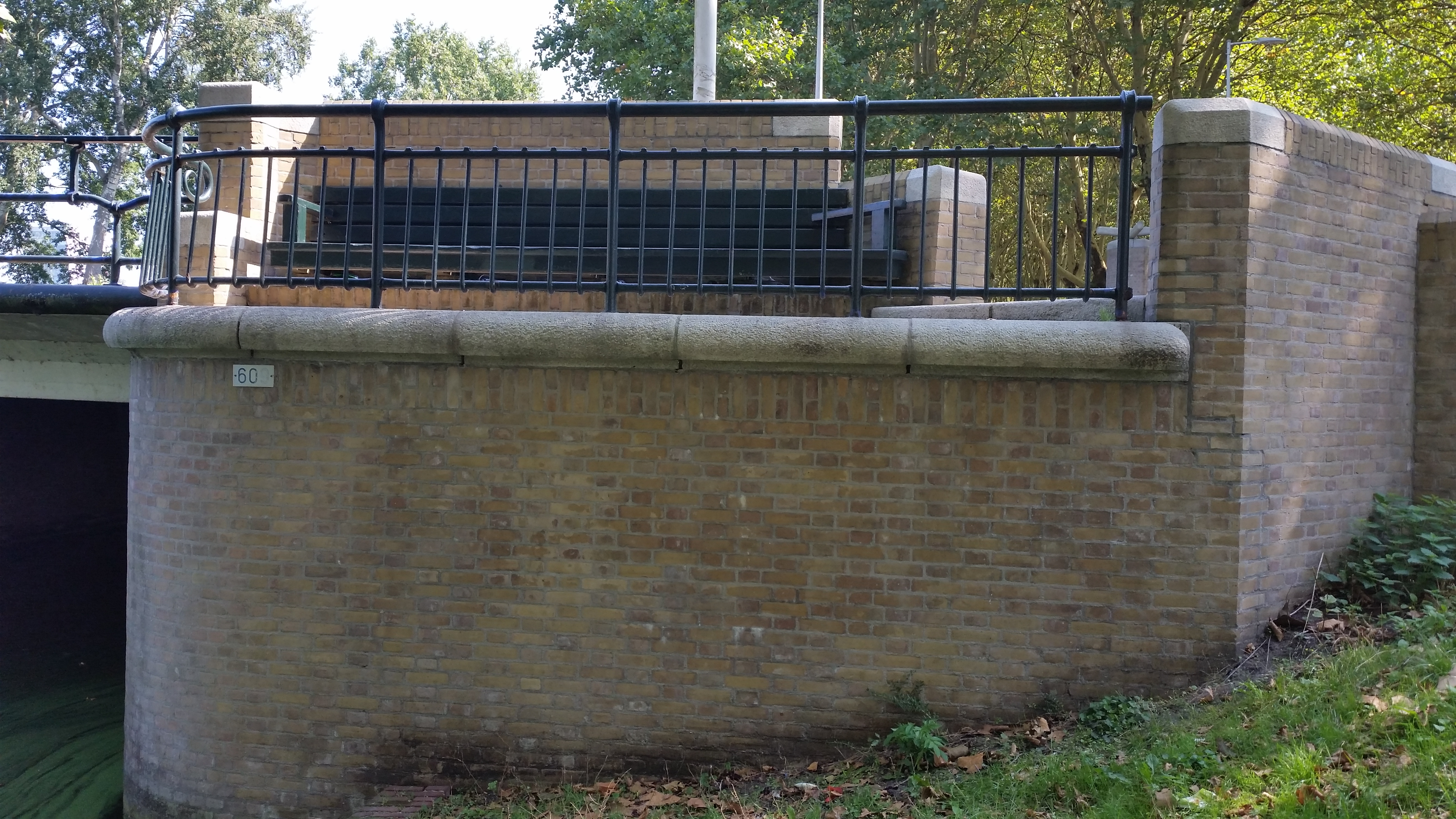
Terrasje bij brug 609 (september 2018)
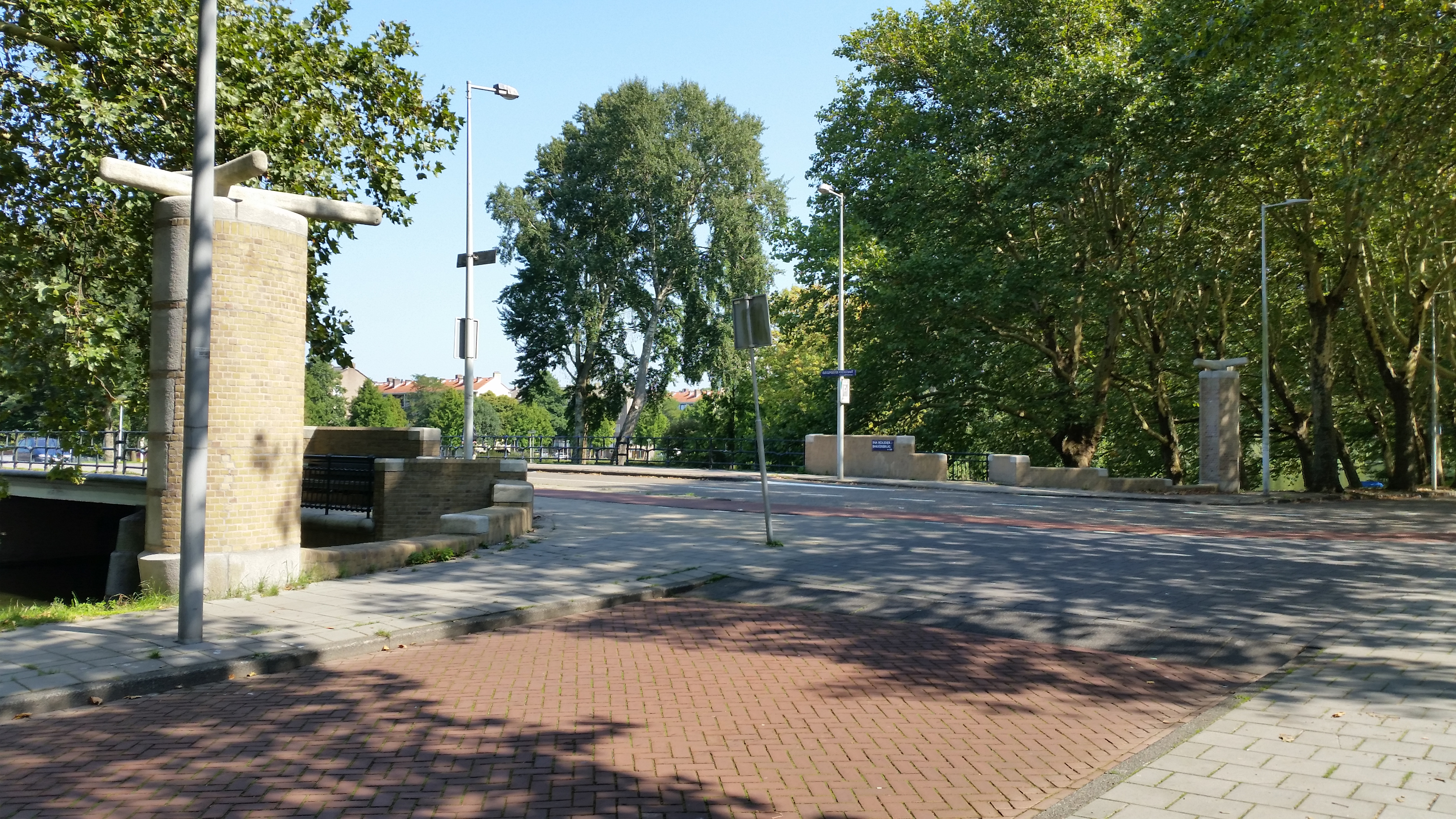
Oosters aandoende pilaren (september 2018)

<<< · 600 · 601 · 602 · 603 · 604 · 605 · 606 · 607 · 608 · 609 · 610 · 611 · 612 · 613 · 614 · 615 · 616 · 617 · 618 · 619 · 620 · 621 · 622 · 623 · 624 · 626 · 627 · 628 · 629 · 630 · 631 · 632 · 633 · 634 · 635 · 636 · 637 · 638 · 639 · 643 · 651 · 652 · 653 · 655 · 656 · 657 · 658 · 659 · 660 · 661 · 662 · 663 · 664 · 665 · 666 · 667 · 668 · 669 · 670 · 671 · 673 · 674 · 675 · 676 · 677 · 678 · 679 · 681 · 682 · 683 · 684 · 685 · 687 · 688 · 689 · 690 · 691 · 692 · 695 · 696 · 699 · >>>
Verdwenen brugnummers: 625 (afgebroken brug Sam van Houtenstraat), 640, 644, 645, 646, 647, 648, 650, 672 (duiker Cornelis Lelylaan, Rembrandtpark), 694, 698.
Nooit gebouwd: 649, 680 (nooit gebouwde brug Sloterplas).
Brugnummers 641, 642, 654, 686, 693, 694 en 697 zijn onbekend.